# Ambrosius Theodosius Macrobius

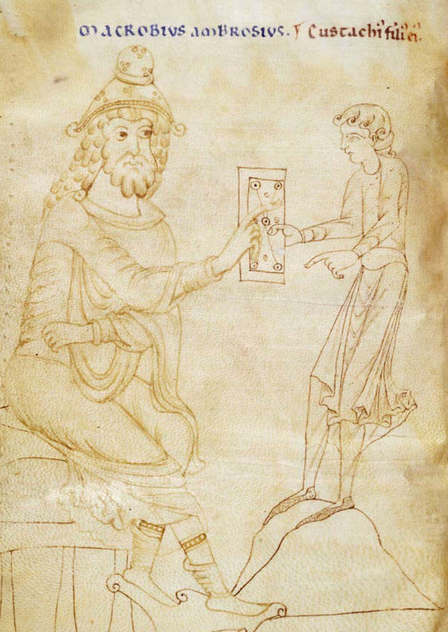
Macrobius (links) en zijn zoon Eustachius
(ca. 1100), Somnium Scipionis

Ambrosius Theodosius Macrobius was een laat-Romeinse geleerde, filosoof en laat-antieke schrijver en geschiedschrijver uit de 4e/5e eeuw, die vermoedelijk zijn hoogtepunt bereikte omstreeks 400 na Christus.

## Biografie
Naar eigen zeggen was Macrobius een immigrant die te Rome een belangrijke carrière had opgebouwd. Zo was hij in 410 proconsul in Africa en was hij bevriend met enkele eminente Romeinen als Quintus Aurelius Symmachus en Vettius Agorius Praetextatus, een praefectus van de pretoriaanse garde. Een en ander lijkt erop te wijzen dat hij tot de niet-christelijke Romeinse elite behoorde.
Zijn literaire werk, dat getuigt van zijn eruditie, is een interessante bron voor de studie van de Romeinse instellingen en gebruiken, maar ook van de Latijnse taal zoals ze in de late Oudheid werd gesproken.

## Werken
- Uit de tijd rond 400 stamt zijn belangrijkste werk, dat zijn titel Saturnalia ontleent aan de neerslag van de - fictieve! - tafelgesprekken die door de auteur en zijn vrienden werden gehouden bij gelegenheid van het gelijknamige Romeinse midwinterfeest ten huize van Vettius Agorius Praetextatus. Het werk omvat zeven boeken:
  - boek I handelt over religieuze anekdoten te Rome, onder meer over de Sol Invictus, de allesoverstijgende en overheersende zonnegod, tot wie alle andere goden te herleiden zijn;
  - boek II bevat allerlei gegevens over politieke toestanden;
  - de boeken III tot en met VI zijn gewijd aan commentaar op Vergilius;
  - boek VII vermeldt een aantal discussies over allerlei problemen in verband met natuurkunde en psychologie.
- Verder bestaat van Macrobius nog een neoplatoons gekleurd commentaar in twee boeken op het Somnium Scipionis, het sluitstuk van Cicero's zesde boek De Republicā. Dit commentaar behandelt de gegevens in het licht van Plotinus en Porphyrius, met de bedoeling de neoplatoonse leer over de onsterfelijkheid en de goddelijkheid van de ziel een nog steviger basis te geven en aldus het paganisme te zuiveren en te versterken. Het is overigens aan Macrobius' werk te danken dat dit stukje Cicero bewaard is gebleven.